# UFC 61
UFC 61: Bitter Rivals（ユーエフシー・シックスティワン：ビター・ライバルズ）は、アメリカ合衆国の総合格闘技団体「UFC」の大会の一つ。2006年7月8日、ネバダ州ラスベガスのマンダレイ・ベイ・イベント・センターで開催された。
本大会ではティト・オーティズとケン・シャムロックの再戦が行われ、メインイベントでは3度目の対戦となるティム・シルビアとアンドレイ・アルロフスキーのUFC世界ヘビー級タイトルマッチが行われた。

## 大会概要
本大会ではカート・ペレグリーノ、シーク・コンゴ、アンソニー・ペロシュ、ジョー・ジョーダンがUFCに初参戦。
2度目の対戦となるケン・シャムロックとティト・オーティズの試合は、ティトがシャムロックをTKOで破り、対戦成績はティトの2勝0敗となるが、レフェリーのハーブ・ディーンが試合を止めた後、すぐにシャムロックが立ち上がったため大きなブーイングが起こった。メインイベントのティム・シルビア対アンドレイ・アルロフスキーの対決は、シルビアがアルロフスキーを判定で下し、王座の初防衛に成功した。
第4試合ではロジャー・ウエルタの負傷欠場により、ジョー・ジョーダンが代替出場した。

## 試合結果

### プレリミナリィカード
第1試合 ウェルター級 5分3R
○  ドリュー・フィケット vs.  カート・ペレグリーノ ×
3R 1:20 チョークスリーパー
第2試合 ヘビー級 5分3R
○  シーク・コンゴ vs.  ギルバート・アルダナ ×
1R 4:13 TKO（ドクターストップ：カット）
第3試合 ヘビー級 5分3R
○  ジェフ・モンソン vs.  アンソニー・ペロシュ ×
1R 2:22 TKO（レフェリーストップ：パウンド）
第4試合 キャッチウェイトバウト（165ポンド） 5分3R
○  エルメス・フランカ vs.  ジョー・ジョーダン ×
3R 0:47 三角絞め

### メインカード
第5試合 ライト級 5分3R
○  ジョー・スティーブンソン vs.  イーブス・エドワーズ ×
2R終了時 TKO（ドクターストップ：カット）
第6試合 ヘビー級 5分3R
○  フランク・ミア vs.  ダン・クリスティソン ×
3R終了 判定3-0（29-28、29-28、29-28）
第7試合 ライトヘビー級 5分3R
○  ティト・オーティズ vs.  ケン・シャムロック ×
1R 1:18 TKO（レフェリーストップ：グラウンドの肘打ち）
第8試合 ウェルター級 5分3R
○  ジョシュ・バークマン vs.  ジョシュ・ニアー ×
3R終了 判定3-0（29-28、30-27、29-28）
第9試合 UFC世界ヘビー級タイトルマッチ 5分5R
○  ティム・シルビア vs.  アンドレイ・アルロフスキー ×
3R終了 判定3-0（48-47、49-46、48-47）
※シルビアが王座の初防衛に成功。

### 各賞
ファイト・オブ・ザ・ナイト： ジョー・スティーブンソン vs. イーブス・エドワーズ
ノックアウト・オブ・ザ・ナイト： ジェフ・モンソン
サブミッション・オブ・ザ・ナイト： エルメス・フランカ